# Анвікшікі
Анвікшікі (анвіксікі) - термін на санскриті, приблизним значенням якого є «наука дослідження», яка визнавалась в Індії як окрема галузь навчання ще в 650 р. до н.е.  Однак упродовж століть його значення зазнало значних змін. У найдавніший період цей термін використовувався для позначення Атма-відьї, науки про душу, на відміну від Адхіятми-відьї, духовної науки, або Брахми-відьї, божественної науки.  У Ману Смріті термін Анвікшікі був використаний як рівнозначний Атма-відьї, і був описаний як гілка Вед.  У IV столітті до нашої ери Каутілья у своїй Артхашастрі визнав його як окрему галузь навчання, відмінну від Вед та інших дисциплін. Каутілья класифікує всі дисципліни на чотири категорії: писання (три Веди, траї), сільське господарство та комерція (варта), політика та державне управління (данда-ніті), а також анвікшікі - дослідницько-рефлекторна наука.  Відмінність між Атма-відьєю та Анвікшікі полягає в тому, що у той час як перша уособлювала певні догматичні твердження про природу душі, останні містили причини, що підтверджують ці твердження. Таким чином, Анвікшікі торкнулись двох предметів, а саме: атману - душі та хету - теорії причин. Самкх'я, Йоґа та Локаята, наскільки вони пояснювали причини, що підтверджували або заперечували існування душі, були включені Каутільєю до Анвікшікі.  З двох предметів, що вивчаються в межах Анвікшікі, вивчення душі згодом розвинулося і визріло в окреме незалежне дослідження, описане терміном Дарсанас (що означає філософія), а теорія причин була розвинена в незалежну галузь дослідження, яку називають Ньяя або логіка. Ця роздвоєність Анвікшікі на філософію та логіку, ймовірно розпочалась близько 550 р. до н.е. з відкриття логічної сторони Анвікшікі Медхатіті Гаутамою.  Однак термін Анвікшікі вживається в загальному розумінні науки, що охоплює і науку про душу, і теорію причин. 
Цікаво зауважити, що коли частина Анвікшікі, що має справу з теорією причин, розвинулась в логіку, термін Анвікшікі почав вживатися і для позначення цього виняткового розуміння. Наприклад, Манусамхіта вжив цей термін в особливому сенсі логіки.  Гаутама-дхарма-сутра, Рамаяна та Магабхарата вживають термін Анвікшікі в цьому особливому значенні. Анвікшікі також в цьому ж значенні називались кількома іншими іменами, а саме: Хету-састра, Хету-відья, Тарка-састра, Вада-відья, а також Ньяя-састра. 

## Вчителі Анвікшікі
Є кілька великих викладачів, які писали і викладали доктрини Анвікшікі в найдавнішому розумінні цього терміна, тобто як вчення філософії, так і логіки. Чарвака (бл. 650 р. до н.е.), відомий своїм матеріалістичним вченням, Капіла (бл. 650–575 рр. до н.е.), відомий своїм вченням про матерію і душу, Даттатрея (бл. 650 р. до н.е.), відомий своєю притчею про дерево, Пунарвасу Атрея (бл. 550 р. до н.е.), відомий своїм трактатом про почуття, Сулабха (бл. 550 р. до н.е.), дама-аскет, відома канонами мови, Аштавакра (близько 550–500 рр. до н.е.), відомій як жорстокий дебатер, і Медхатіті Гаутама (близько 550 р. до н. е.), відомий як засновник індійської логіки. 